# Walter Montillo
Walter Montillo, né le 14 avril 1984 à Lanús, est un footballeur argentin évoluant au poste de milieu offensif.

## Biographie

### En club
Début janvier 2013, il est recruté par le Santos FC pour une valeur estimée à 6 M€ et 6 % des droits fédératifs.

### En sélection
Le 28 septembre 2011, il honore sa première sélection avec l'équipe d'Argentine pour affronter le Brésil à l'Estádio Olímpico do Pará de Belém (défaite 2-0).

## Statistiques détaillées
| Saison                | Club                  | Championnat           | Championnat | Championnat | Coupe(s) nationale(s) | Coupe(s) nationale(s) | Compétition(s) continentale(s) | Compétition(s) continentale(s) | Compétition(s) continentale(s) | Argentine | Argentine | Total | Total |
| Saison                | Club                  | Division              | M.          | B.          | M.                    | B.                    | Comp.                          | M.                             | B.                             | M.        | B.        | M.    | B.    |
| 2002 - 2003           | San Lorenzo           | 1                     | 3           | 0           | -                     | -                     | -                              | -                              | -                              | -         | -         | 3     | 0     |
| 2003 - 2004           | San Lorenzo           | 1                     | 29          | 3           | -                     | -                     | -                              | -                              | -                              | -         | -         | 29    | 3     |
| 2004 - 2005           | San Lorenzo           | 1                     | 27          | 1           | -                     | -                     | -                              | -                              | -                              | -         | -         | 27    | 1     |
| 2005 - 2006           | San Lorenzo           | 1                     | 29          | 2           | -                     | -                     | -                              | -                              | -                              | -         | -         | 29    | 2     |
| 2006 - 2007           | Monarcas Morelia      | 1                     | 25          | 2           | -                     | -                     | -                              | -                              | -                              | -         | -         | 25    | 2     |
| 2007 - 2008           | San Lorenzo           | 1                     | 6           | 0           | -                     | -                     | -                              | -                              | -                              | -         | -         | 6     | 0     |
| 2008                  | Universidad de Chile  | 1                     | 29          | 5           | -                     | -                     | -                              | -                              | -                              | -         | -         | 29    | 5     |
| 2009                  | Universidad de Chile  | 1                     | 17          | 2           | -                     | -                     | CS+CL                          | 6+4                            | 3+0                            | -         | -         | 27    | 5     |
| 2010                  | Universidad de Chile  | 1                     | 10          | 2           | -                     | -                     | CL                             | 12                             | 2                              | -         | -         | 22    | 4     |
| 2010                  | Cruzeiro              | 1                     | 23          | 7           | -                     | -                     | -                              | -                              | -                              | -         | -         | 23    | 7     |
| 2011                  | Cruzeiro              | 1                     | 34          | 12          | -                     | -                     | CL                             | 7                              | 3                              | 1         | 0         | 42    | 15    |
| 2012                  | Cruzeiro              | 1                     | 15          | 1           | 2                     | 0                     | -                              | -                              | -                              | -         | -         | 17    | 1     |
| Total sur la carrière | Total sur la carrière | Total sur la carrière | 247         | 37          | 2                     | 0                     | -                              | 29                             | 8                              | 1         | 0         | 279   | 45    |

## Palmarès
- Avec Universidad de Chile :
  - Champion du Chili (Apertura) en 2009.

- Avec Cruzeiro :
  - Champion du Minas Gerais en 2011.